# Letterfrack
Letterfrack (iriska: Leitir Fraic) är en ort i republiken Irland.   Den ligger i grevskapet County Galway och provinsen Connacht, i den västra delen av landet, 250 km väster om huvudstaden Dublin. Letterfrack ligger 57 meter över havet och antalet invånare är 192.
Terrängen runt Letterfrack är kuperad österut, men västerut är den platt.Runt Letterfrack är det glesbefolkat, med 19 invånare per kvadratkilometer. Närmaste större samhälle är Clifden, 8,2 km sydväst om Letterfrack. Trakten runt Letterfrack består i huvudsak av gräsmarker.